# Франклин (окръг, Флорида)
Вижте пояснителната страница за други населени места с името Франклин.
Окръг Франклин (на английски: Franklin County) е окръг в щата Флорида, Съединени американски щати. Площта му е 2686 km², а населението - 11 057 души (2000). Административен център е град Апалачикола.